# اریک فرانکه
اریک فرانکه (انگلیسی: Eric Franke؛ زادهٔ ۱۶ اوت ۱۹۸۹) ورزشکار بابسلد اهل آلمان است.
وی همچنین برندهٔ جوایزی همچون برگ بوی نقره‌ای شده‌است.
از باشگاه‌هایی که در آن بازی کرده‌است می‌توان به باشگاه شارلوتنبرگ برلین اشاره کرد.
وی در مسابقات کشوری و بین‌المللی در مجموع برندهٔ ۱ مدال نقره، ۲ مدال برنز شده‌است.